# روبرت هالبرين
روبرت هالبرين (بالإنجليزية: Robert Halperin) هو لاعب كرة قدم أمريكية وضابط أمريكي، ولد في 26 يناير 1908 في شيكاغو في الولايات المتحدة، وتوفي في 8 مايو 1985 في بالم سبرينغس في الولايات المتحدة.

## وصلات خارجية
- روبرت هالبرين على موقع الاتحاد الدولي للملاحة الشراعية (موقع جديد) (الإنجليزية)
- روبرت هالبرين على موقع أوليمبيديا (الإنجليزية)